# Pardamean Nainggolan
Pardamean Nainggolan is een bestuurslaag in het regentschap Tapanuli Utara van de provincie Noord-Sumatra, Indonesië. Pardamean Nainggolan telt 631 inwoners (volkstelling 2010).